# SMS

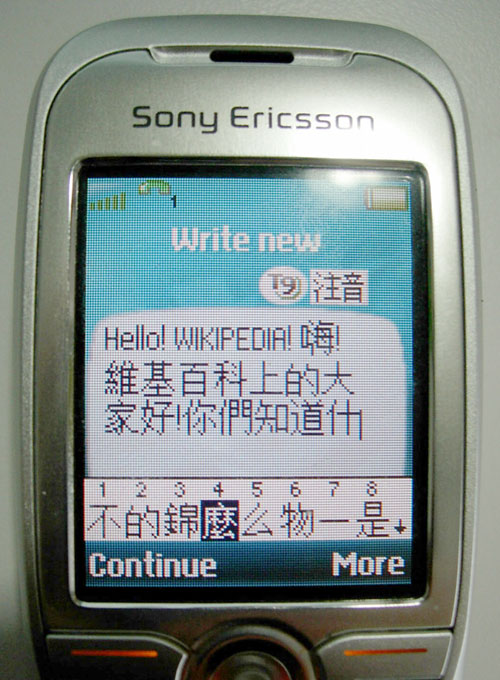
Redagowanie nowej wiadomości SMS na telefonie

SMS (ang. Short Message Service), krótka wiadomość tekstowa – usługa przesyłania krótkich wiadomości tekstowych (esemesów) w cyfrowych sieciach telefonii komórkowej. Usługa ta jest wprowadzana także do sieci telefonii stacjonarnej.
SMS wysyła się pod numer abonenta sieci telefonii komórkowej lub stacjonarnej. Wszystkie produkowane obecnie telefony komórkowe i niektóre telefony używane w sieciach stacjonarnych umożliwiają zarówno odbieranie, jak i wysyłanie tego typu wiadomości. Maksymalna długość pojedynczej wiadomości (potocznie również określanej skrótem SMS) wynosi 160 znaków 7-bitowych, 140 znaków 8-bitowych lub 70 znaków 16-bitowych. Jednak w przypadku niektórych telefonów mogą być one dłuższe dzięki technologii CSMS – do ponad 900 znaków (przed wysłaniem zostają podzielone na kilka krótszych wiadomości, a telefon odbiorcy powinien je z powrotem scalić w jedną wiadomość).
Krótkie wiadomości tekstowe są też wykorzystywane w celu uzyskania informacji z serwisów informacyjnych. Pod numer takiego serwisu wysyła się wiadomość z krótkim zapytaniem, a po chwili otrzymuje się wiadomość zwrotną.

## Problem polskich znaków
Standardowo w stronie kodowej GSM, w której na każdy znak przypada 7 bitów, nie ma polskich liter. Są natomiast w wersji rozszerzonej będącej kodowaniem 8-bitowym. W przypadku gdy w treści takiej wiadomości umieścimy przynajmniej jedną polską literę, długość wiadomości zmniejszy się z 160 do 140 znaków, ponieważ jedna wiadomość SMS mieści maksymalnie 1120 bitów.
W nowszych telefonach problem z użyciem polskich znaków jest jeszcze bardziej odczuwalny, gdyż nowsze telefony pracują na kodowaniu 16-bitowym (UCS-2), co oznacza, że jeżeli w takim telefonie w wiadomości SMS umieścimy przynajmniej jeden polski znak, długość wiadomości zmniejszy się ze 160 do zaledwie 70 znaków. Jednak dzięki temu w jednym SMS-ie możemy używać dowolnych alfabetów świata.

## Historia
Pierwszy w historii tekst SMS-em został wysłany 3 grudnia 1992 r. z Wielkiej Brytanii. Neil Papworth, pracownik Vodafone, składał w nim życzenia z okazji Świąt Bożego Narodzenia swoim kolegom.
Początkowo teksty wysyłane SMS-em miały służyć operatorom do informowania klientów o awariach sieci, zmianach w cenniku operatora i o temu podobnych sytuacjach. Nie istniała też technologia umożliwiająca przesyłanie tekstów SMS-em do innych sieci, nie przewidziano więc, że wiadomości tego typu mogą się stać powszechną formą komunikacji. Zmieniło się to jednak kiedy odkryto, że wiadomości tekstowe cieszą się niezwykłą popularnością wśród nastolatków. To właśnie ta grupa klientów skłoniła operatorów do uruchomienia nowej usługi.
Najwięcej SMS-ów wysłano w roku 2010. Liczba wysłanych na całym świecie wiadomości tego typu wyniosła wówczas 6,1 biliarda.

## Usługi o podwyższonej płatności
SMS są też używane w konkursach radiowych i telewizyjnych, głosowaniach itp. Tego typu usługi realizowane są na bazie wiadomości Premium SMS o podwyższonej opłacie. Pierwsze w Polsce serwisy SMS Premium zostały uruchomione 1 marca 2001 r. przy okazji programu Big Brother emitowanego w TVN. Wiadomości SMS Premium bazują na skróconej cztero lub pięciocyfrowej numeracji zaczynającej się od cyfry siedem lub dziewięć. Kolejne cyfry informują o koszcie wysyłanej wiadomości SMS.
Dla 7000-7099 jest to 0,50 PLN + 23% VAT, wyjątkiem jest sieć Plus, gdzie: dla 7050-7099 – 0,75 PLN + 23% VAT. Dla kolejnych rozpoczynających się od 7, druga cyfra jest to liczba złotych netto.
Tak więc: 
- 71xx opłata wynosi 1 PLN + 23% VAT,
- 72xx – 2 PLN + 23% VAT itd.

W przypadku SMS Premium rozpoczynających się cyfrą 9, opłata jest określona przez drugą i trzecią cyfrę, np. SMS wysłany pod numer 913xx kosztuje nadawcę 13 PLN + 23% VAT, a na 925xx – 25 PLN + 23% VAT Obecnie najdroższy zarejestrowany pojedynczy sms (będący w bazie UKE) kosztuje 60 zł + 23% VAT i ma postać 960xx. Natomiast najdroższy będący w użyciu kosztuje 41 zł + 23% VAT – ma postać 941xx (stan na 31.01.2015).

## Multimedia
Na fali popularności systemu SMS powstają także systemy umożliwiające przesyłanie wiadomości multimedialnych (zawierających tekst, dźwięk, obraz itp.), takie jak EMS i MMS.
Użytkownicy sieci po nałożeniu ograniczeń na długości, starali się zawrzeć jak najwięcej treści w jednej wiadomości. Do tego celu stosowano przeróżne techniki począwszy od likwidowania wszelkich spacji po znakach interpunkcyjnych, nawet do usuwania samych tych znaków i odznaczaniu kolejnych wyrazów poprzez duże litery. Jednak dość ciekawym zjawiskiem stała się ewolucja nowego stylu mowy leet w dziedzinie komunikacji mobilnej, gdzie mowa ta, będąca „kodem hackerów” przeszła pewnego rodzaju upublicznienie i zmiany. Mowa ta polega na stosowaniu swego rodzaju akronimów, piktogramów czy skrótowców wykorzystujących upodobnienia fonetyczne (przykład: 4-znakowa wiadomość I<3U oznacza 10-znakową Kocham cię – I – ja, <3, czyli „serduszko” – love – kocham, U – czytane jak you – cię).

## Przesyłanie
Przesyłanie SMS odbywa się kanałami odpowiedzialnymi za sygnalizację. Pozwala to na otrzymanie wiadomości nawet podczas prowadzenia rozmowy i wówczas jest ona przesyłana kanałem SACCH. W pozostałych sytuacjach wiadomość jest dostarczana kanałem SDCCH.

## SMS a internet
Zaznacza się coraz ściślejsza integracja pomiędzy SMS-ami a Internetem. Istnieje wiele różnego rodzaju tzw. internetowych bramek SMS, z których można wysyłać SMS-y płatne lub bezpłatne – te ostatnie na ogół „wzbogacane” są reklamami czy zachętą do odpowiedzi za pomocą SMS-a już płatnego.
Niektórzy operatorzy oferują możliwość wysyłania SMS-a z poziomu klienta poczty elektronicznej, np. aby wysłać SMS do abonenta polskiej sieci Plus, wystarczy wysłać maila pod adres +48XXXXXXXXX@text.plusgsm.pl, gdzie XXXXXXXXX jest numerem telefonu. Możliwe jest także wysyłanie wiadomości w odwrotną stronę – w tym celu operatorzy udostępniają specjalny numer, pod który należy wysyłać SMS-y w ściśle określonym formacie. W Polsce np.:
| operator               | numer dostępowy | format SMS-a          |
| ---------------------- | --------------- | --------------------- |
| T-Mobile               | 602969696       | adres#temat#treść     |
| Orange                 | 102             | adres treść           |
| Plus                   | 119999          | (adres) (temat) treść |
| TP                     | 6245*)          | adres treść           |
| *) – numer stacjonarny |                 |                       |

## SMS a sieci stacjonarne
W sieciach stacjonarnych usługa SMS jest wprowadzana, lecz nie cieszy się zbyt dużą popularnością. Barierą jest niewielkie rozpowszechnienie aparatów telefonicznych umożliwiających wysyłanie i przyjmowanie SMS-ów w formie tekstowej, niewielka promocja tej usługi i dość wysoka cena. Natomiast wielu operatorów oferuje wysyłanie SMS-ów do sieci stacjonarnych. Jeśli odbiorca nie posiada telefonu obsługującego SMS-y, to treść zostaje mu po prostu przeczytana przez program. Taki SMS z sieci komórkowej do sieci stacjonarnej jest na ogół droższy od zwykłego SMS-a (w Polsce zwykle 1 PLN + 23% VAT).
Sama konfiguracja odbierania SMS-ów, w trybie tekstowym na odpowiednim telefonie stacjonarnym z tą funkcją jest bardziej skomplikowana niż w przypadku telefonów komórkowych. Trzeba tak jak w przeszłości na telefonach komórkach wpisać numer centrum SMS (w telefonach komórkowych od wielu lat jest skonfigurowany na karcie SIM). Np. dla dawnej TPSA jest to numer 802 767 00 (wpisanie jako drugiego lub jedynego numeru dłuższego o jedno zero – 802 767 000 – spowoduje próbę dostarczenia SMS-ów w formie głosowej). Następnie wysłać z telefonu stacjonarnego (ten sam numer który ma odbierać SMS-y) SMS o treści TEKST na numer 8888. W niektórych modelach telefonów stacjonarnych trzeba wyłączyć funkcję potwierdzania otrzymania SMS-a – „Raport o stanie”.

## Zagrożenia
Pojawiły się doniesienia prasowe, że istnieje już możliwość manipulowania transmisją SMS za pomocą programów hakerskich, pozwalająca podszywać się pod dowolny numer telefonu komórkowego i wysyłanie SMS-a pod cudzym numerem, np. operatora sieci telefonii komórkowej celem wyłudzenia pieniędzy względnie manipulowanie treścią już otrzymanego SMS-a na własnym telefonie, np. w celu sfabrykowania fałszywych oskarżeń wobec osoby, od której otrzymaliśmy wcześniej inny, zupełnie neutralny SMS.

## Komunikacja SMS kontra komunikacja mobilna
W miarę zmieniającej się sytuacji na rynku mobile, komunikatory mobilne zyskały i zyskują nadal na większej popularności. Według danych firmy Informa, w 2012 roku po raz pierwszy w historii wysłano mniej wiadomości tekstowych SMS, niż treści z wykorzystaniem komunikatorów internetowych. Dziennie wysyłano 19 miliardów wiadomości poprzez komunikatory internetowe, a SMS-ów 17,6 miliarda. Komunikator WhatsApp, ze sklepu Google Play został ściągnięty ponad 5 mld razy.
Spadek zainteresowania SMS-ami i analogiczny wzrost znaczenia komunikacji internetowej ma zgodnie z przewidywaniami rosnąć. Wynika to z faktu braku ograniczeń czy dodatkowych opłat w momencie znalezienia sieci (np. Wi-Fi) i smartfonu (szacunkowe straty operatorów w 2012 roku, z tego powodu to 23 miliardy dolarów), jednakże oparcie komunikatorów mobilnych o internet sprawia, że SMS jeszcze długo będzie cieszył się popularnością. Ze względu na szybkość dotarcia oraz kompatybilność (nawet najstarsze urządzenia odbierają wiadomości tekstowe), SMS-y wykorzystywane są w sytuacjach kryzysowych i zagrożenia życia np. alerty przesyłane przez RCB.

## Biznesowa komunikacja SMS
SMS jest szeroko stosowanym narzędziem w komunikacji firm i sklepów. Wiadomości tekstowe wykorzystywane są do wysyłania ofert reklamowych, przypominania o umówionych wizytach czy też powiadamiania o procesie sprzedaży. Dzięki zastosowaniu dwukierunkowej komunikacji SMS możliwe jest prowadzanie badań opinii klientów, konkursów czy też głosowań. Jak wynika z raportu wydawanego regularnie „Komunikacja SMS w Polsce”, aż 65,7% ankietowanych otrzymuje SMS-y od firm, a blisko 70% z tych osób chce otrzymywać je nadal. Również urzędy, instytucje publiczne i organizacje pożytku publicznego coraz częściej komunikują się wysyłając SMS-y. SMS przechodzi zatem powoli z wykorzystania konsumenckiego, w typowo biznesowe i ofertowe.